# 矢野顕子、忌野清志郎を歌う
『矢野顕子、忌野清志郎を歌う』（やのあきこ、いまわのきよしろうをうたう）は、矢野顕子の30枚目のアルバム。2013年2月6日発売。
発売元はヤマハミュージックコミュニケーションズ。規格品番、YCCW-10192。

## 概要
2009年に逝去したミュージシャン、忌野清志郎の曲の「カバー・アルバム」であり、トラック11を除く全曲が忌野ソロおよび所属したユニット曲のカバー。
「多摩蘭坂」をのぞくとほぼ全曲が1990年代、2000年代の晩年の作品となっている。理由は矢野の好みと、「あまり知られていない楽曲から紹介したい」意図によるもの。
トラック1, 6は松本淳一編曲による、ピアノ、オンド・マルトノ、テルミンのバンド演奏。その他は矢野のソロによるピアノ弾き語り。
レコーディングは、トラック1, 3,11を除き、ニューヨーク市郊外にある、矢野の私有するスタジオ「パンプキン」にて実施。ミックスをかねてから矢野の弾き語りアルバムに参加している吉野金次が担当。
矢野と忌野の共演は、1982年の「ヘンタイよいこバンド」のライブに遡る。矢野は2000年にアルバム『Home Girl Journey』において、忌野がボーカルを務めたバンド、RCサクセションの楽曲「海辺のワインディング・ロード」をカバーしているほか、2002年にフジロック・フェスティバルやライジング・サン・ロックフェスティバルで共演。2006年には、本アルバムにも収録されている矢野の曲「ひとつだけ」のコラボ・バージョンを、矢野のアルバム『はじめてのやのあきこ』に収めている。

## 収録曲
原曲の収録アルバムで、記載がないものは、忌野清志郎名義のものである。
1. 500マイル（作詞・作曲： HEDY WEST （英語版）、日本語詞：忌野清志郎）
  - 原曲はHISのアルバム『日本の人』（1991年）収録。
2. 毎日がブランニューデイ（作詞：忌野清志郎　作曲：仲井戸麗市）
  - 原曲はアルバム『夢助』（2006年）収録。
3. デイ・ドリーム・ビリーバー（作詞・作曲：JOHN STEWART、日本語詞：ZERRY）
  - モンキーズの曲のカバー。
  - 忌野によるカバーは、ザ・タイマーズのアルバム『TIMERS』（1989年）収録。
4. 誇り高く生きよう（作詞・作曲：忌野清志郎）
  - 原曲はアルバム『夢助』（2006年）収録。
5. 雑踏（作詞・作曲：忌野清志郎、三宅伸治）
  - 原曲はアルバム『KING』（2003年）収録。
6. 多摩蘭坂（作詞・作曲：忌野清志郎）
  - 原曲はRCサクセションのアルバム『BLUE』（1981年）収録。
7. 胸が張り裂けそう（作詞・作曲：忌野清志郎、三宅伸治）
  - 原曲はアルバム『KING』（2003年）収録。
8. 約束（作詞・作曲：忌野清志郎、三宅伸治）
  - 原曲はアルバム『KING』（2003年）収録。
9. 恩赦（作詞・作曲：忌野清志郎）
  - 原曲はアルバム『Baby ＃1』（2010年）収録。
10. セラピー（作詞・作曲：忌野清志郎）
  - 原曲はHISのアルバム『日本の人』（1991年）収録。
11. ひとつだけ（作詞・作曲：矢野顕子）
  - 忌野がボーカルで参加した、矢野のアルバム『はじめてのやのあきこ』(2006年)収録のものと同一の音源を、リマスタリングしたもの。